# Cementerio Sleepy Hollow (Concord, Massachusetts)
El cementerio Sleepy Hollow es un cementerio localizado en la calle Bedford cerca del centro de Concord, Massachusetts. Es el lugar de enterramiento de un número considerable de famosos habitantes de Concord, incluyendo alguno de los más sobresalientes autores y pensadores de los Estados Unidos, particularmente en la colina del cementerio conocida como "Author's Ridge".

## Historia

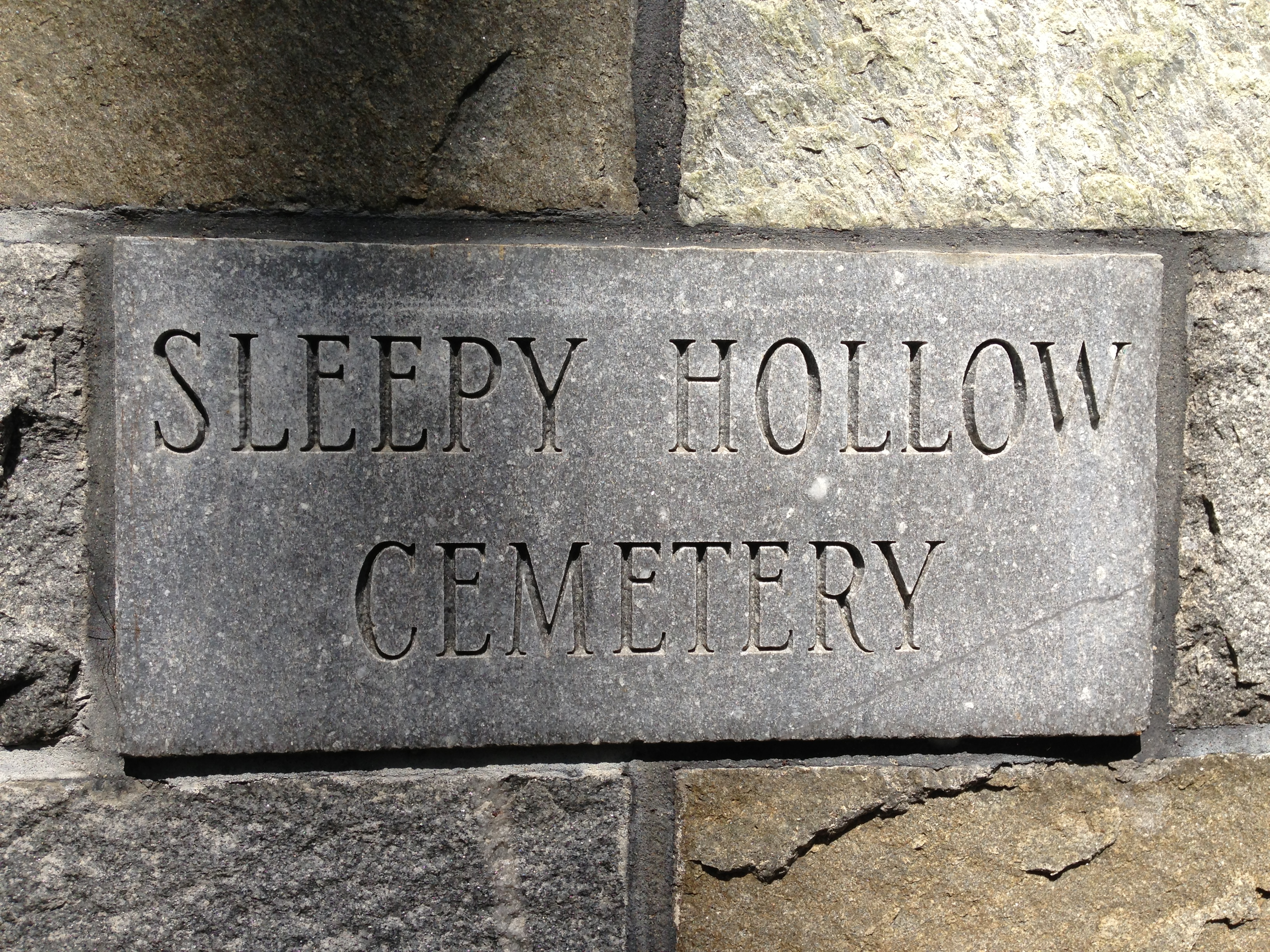
Señal del cementerio

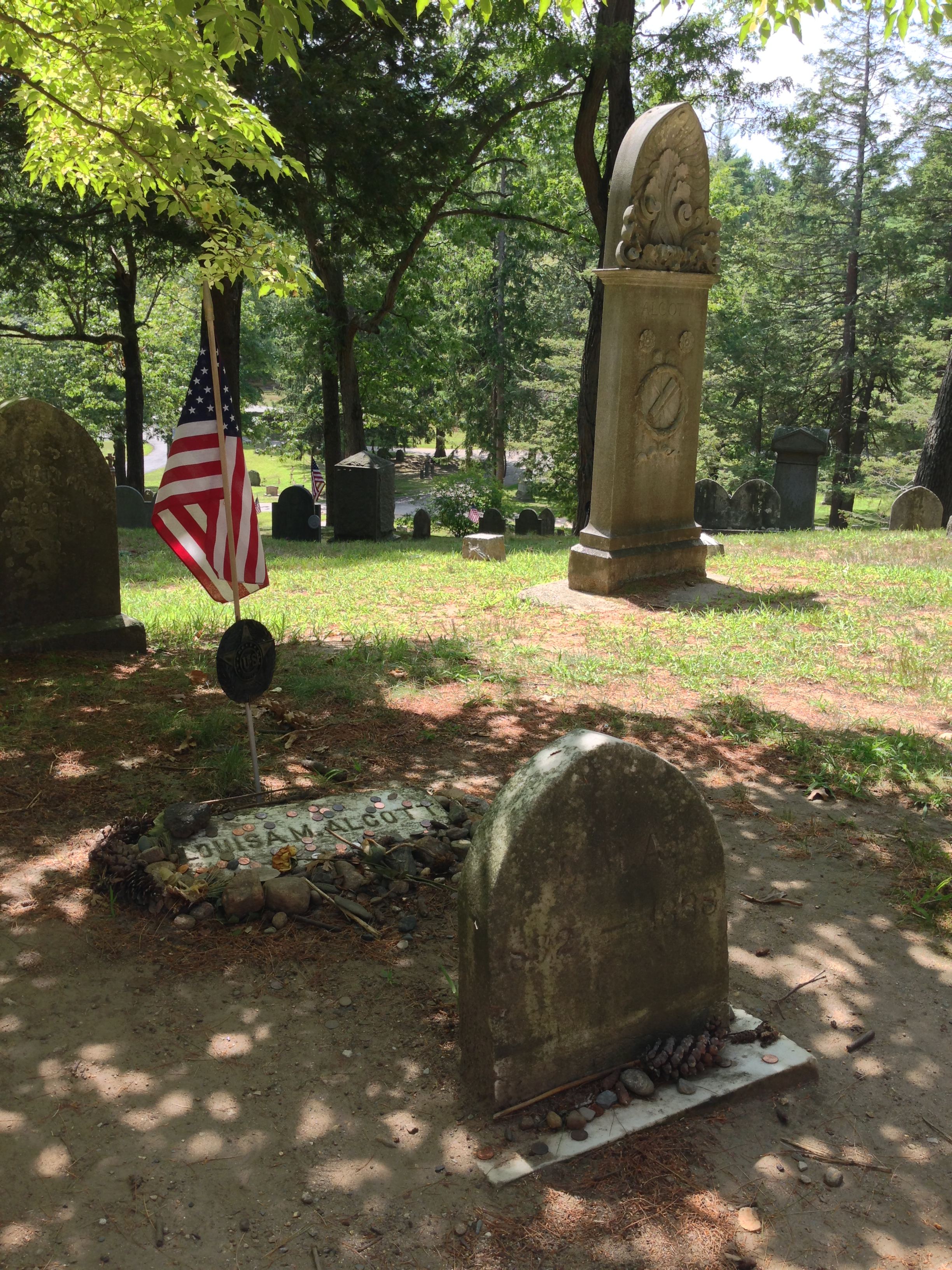
Tumba de Louisa May Alcott

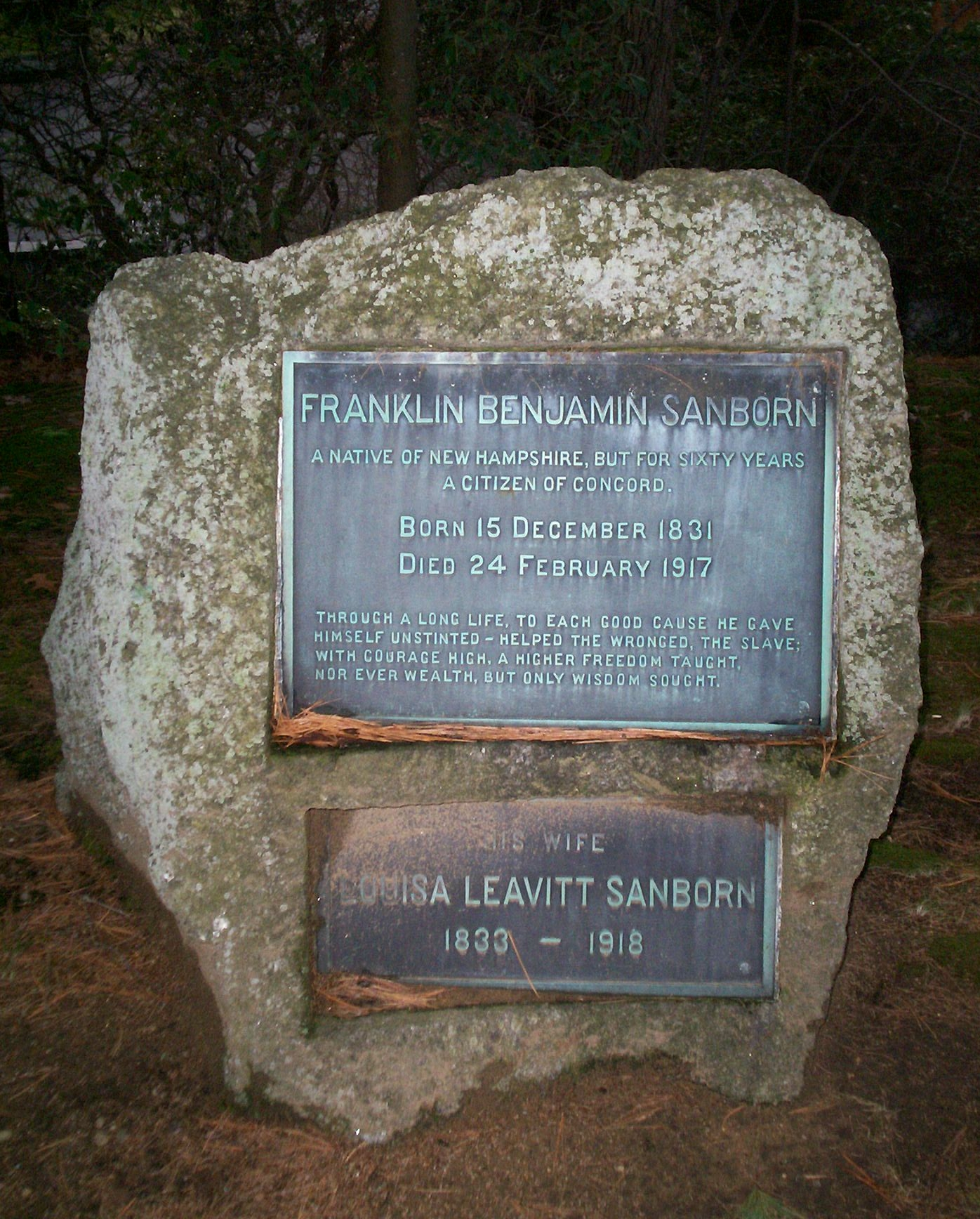
Tumba de Franklin Benjamin Sanborn

El cementerio Sleepy Hollow fue diseñado en 1855 por la notable firma de arquitectos de paisajes Cleveland y Copeland, y ha estado en uso desde entonces. Fue inaugurado el 29 de septiembre de 1855. Ralph Waldo Emerson dio el discurso inaugural y, décadas más tarde, también sería enterrado en él. Los diseñadores del cementerio mantuvieron durante años lazos de amistad con muchos líderes del movimiento transcendentalista, lo que se reflejaría en su diseño del cementerio.
"Sleepy Hollow era un temprano jardín natural diseñado según los principios estéticos de Emerson", escribe Joachim Wolschke-Bulmahn en su Naturaleza e Ideología. En 1855, el diseñador de paisajes Robert Morris Copeland ofreció un discurso que tituló Lo útil y Lo bello, ligando sus principios de diseño de un jardín orgánico y naturalista a los principios transcendentalistas de Emerson. Poco tiempo después, Copeland y su socio fueron reclutados para el Comité del Cementerio de Concord, del que Emerson era un miembro activo, con el fin de diseñar un cementerio destinado a la creciente comunidad de Concord.
El 29 de septiembre de 1855, Emerson ofreció el discurso inaugural de consagración del cementerio. En él elogiaba el trabajo de sus diseñadores: "El jardín de lo viviente" —dijo Emerson—, tan beneficioso para lo vivo, por comunicar su relación con el mundo natural, como para honrar a los muertos. Mediante el encuadre de los monumentos a los muertos dentro de un paisaje natural, los arquitectos habían logrado transmitir el mensaje de estos últimos — dijo Emerson—. Un cementerio no podía "guardar celosamente unos pocos átomos bajo sus inmensos mármoles, imposible y egoístamente secuestrarlos del vasto ciclo natural que recompensa con una nueva vida cada [descompuesta] partícula."
Conocido como Sleepy Hollow desde unos 20 años con anterioridad a su uso como cementerio, del reciente consagrado paisaje dijo Emerson aquel día de septiembre en Concord: "Cuando estas bellotas, que caen a nuestros pies, sean robles que den sombra a nuestros niños en un siglo remoto, este mudo montículo verde estará lleno de historia: lo bueno, lo sabio y lo grande habrán dejado sus nombres y virtudes en los árboles... habrán hecho al aire melodioso y elocuente."
Para realizar su visión, Emerson observó que los diseñadores del cementerio habían trazado los caminos y paseos aprovechando el anfiteatro natural del lugar. También dejaron mucho de la vegetación natural original, en vez de eliminarla y replantar arbustos ornamentales, como era frecuente en esos casos. Varios años después del discurso de Emerson, un visitante del nuevo cementerio observaría la abundancia de plantas salvajes tales como madreselvas, frambuesas y varas de oro, así como musgo natural y raíces de pinos que fueron dejadas in situ por los diseñadores.
El Melvin Memorial, también conocido como Mourning Victory, esculpido por Daniel Chester French marca la tumba de tres hermanos muertos en la Guerra Civil.
Algunas personas son todavía enterradas allí. La zona posterior de la parte más nueva del cementerio dispone de un sistema de camino que conectan con el Great Meadows National Wildlife Refuge.

## Tumbas notables

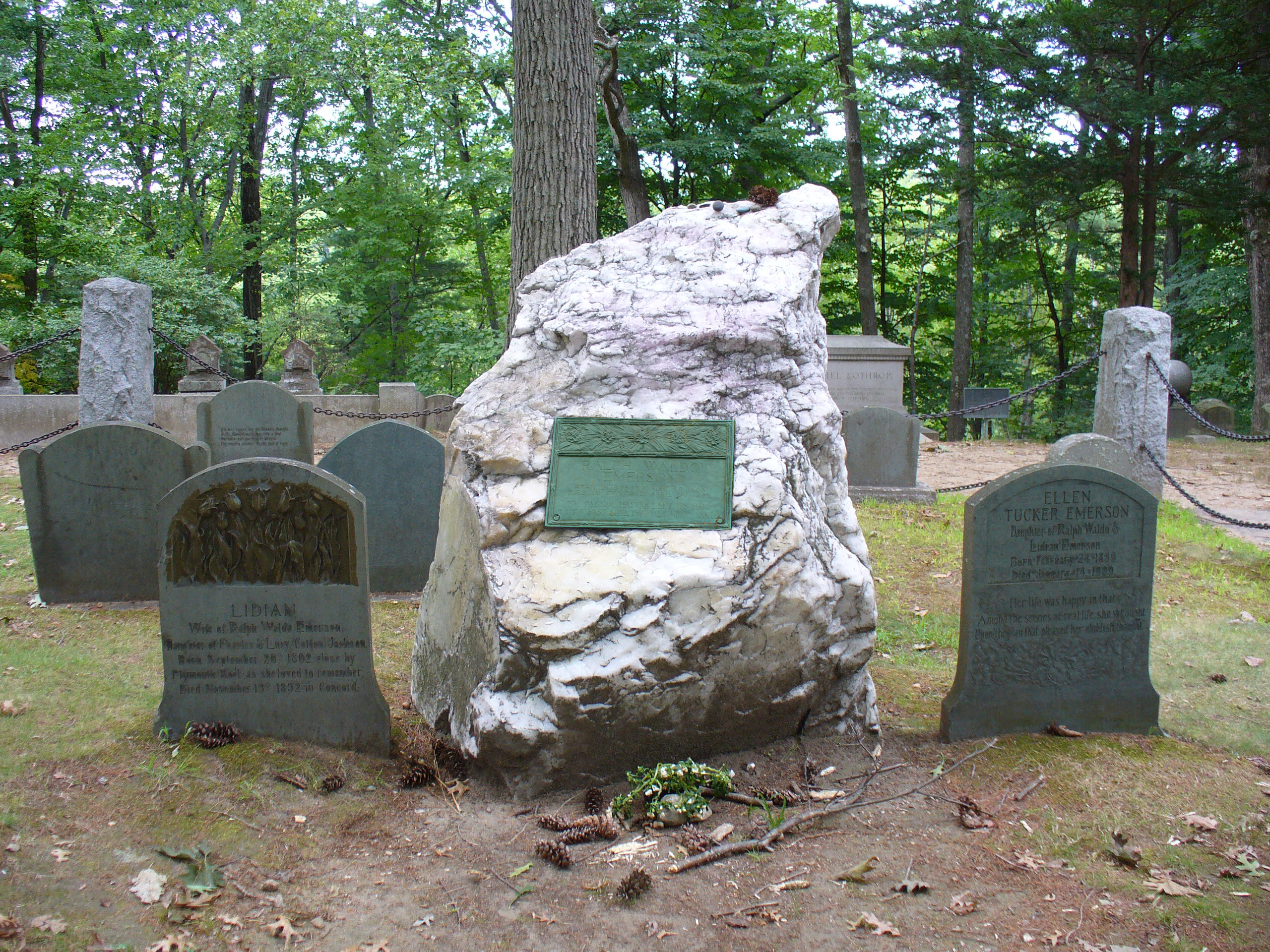
Tumba de Ralph Waldo Emerson

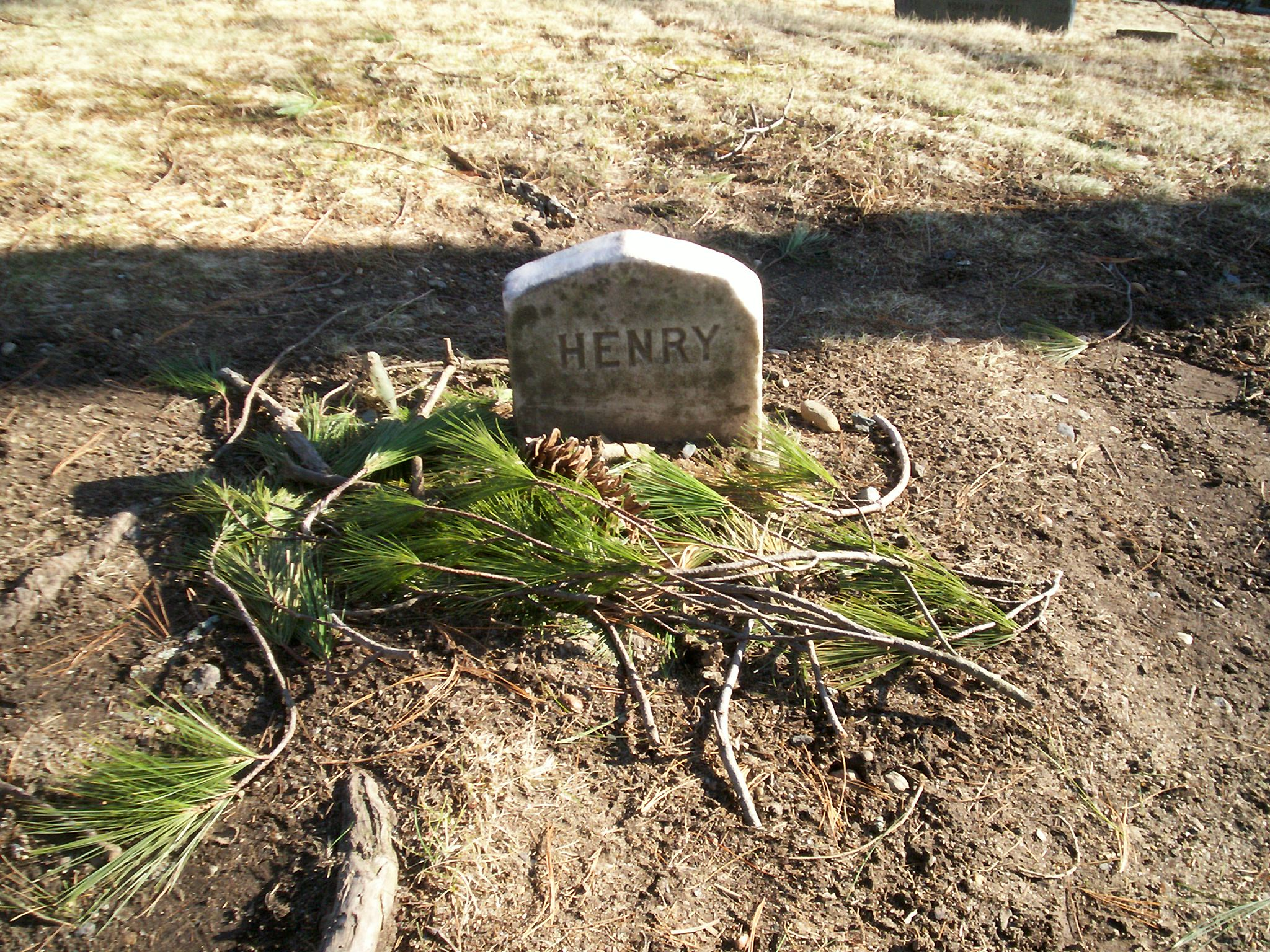
Tumba de Henry David Thoreau

- La familia Alcott, incluyendo a Amos Bronson Alcott (transcendentalista, filósofo y educador), Abby May (esposa de Amos Bronson Alcott) y su hija Louisa May Alcott (autora de Mujercitas).
- Ephraim Wales Bull (creador de la uva Concord).
- Arthur R. Bethke (propietario de Concord Oil, capitán del Ejército de los Estados Unidos, fundador del Bethke Cancer Center).
- William Ellery Channing (transcendentalista y poeta).
- Ralph Waldo Emerson (transcendentalista americano, ensayista, conferenciante y poeta).
- Daniel Chester French (escultor del Monumento a Lincoln).
- Nathaniel Hawthorne (autor de La Letra Escarlata, entre otros relatos).
- Sophia Hawthorne (mujer de Nathaniel Hawthorne).
- George Frisbie Hoar (político del siglo XIX).
- Richard Marius (académico y novelista sureño).
- Ralph Munroe (diseñador de yates y pionero en el sur de Florida).
- Elizabeth Peabody (reformista de la educación).
- Franklin Benjamin Sanborn (autor y reformista social).
- Henry David Thoreau (transcendentalista americano, filósofo, ensayista y conferenciante).
- Mary Colman Wheeler (fundador de la Escuela Wheeler).
- George Washington Wright (primer representante de California en el Congreso).